# James Smith (calciatore 1848)
James Smith (Fordyce, 14 settembre 1844 – 20 settembre 1876) è stato un calciatore scozzese, di ruolo difensore.
Con il fratello Robert detiene il primato di prima coppia di fratelli ad aver giocato nella stessa Nazionale di calcio e inoltre nella stessa partita.

## Carriera

### Nazionale
Fece parte della Nazionale scozzese che partecipò al primo incontro fra Nazionali di tutti i tempi.

## Statistiche

### Cronologia presenze e reti in Nazionale
| Cronologia completa delle presenze e delle reti in nazionale ― Scozia | Cronologia completa delle presenze e delle reti in nazionale ― Scozia | Cronologia completa delle presenze e delle reti in nazionale ― Scozia | Cronologia completa delle presenze e delle reti in nazionale ― Scozia | Cronologia completa delle presenze e delle reti in nazionale ― Scozia | Cronologia completa delle presenze e delle reti in nazionale ― Scozia | Cronologia completa delle presenze e delle reti in nazionale ― Scozia | Cronologia completa delle presenze e delle reti in nazionale ― Scozia |
| Data                                                                  | Città                                                                 | In casa                                                               | Risultato                                                             | Ospiti                                                                | Competizione                                                          | Reti                                                                  | Note                                                                  |
| --------------------------------------------------------------------- | --------------------------------------------------------------------- | --------------------------------------------------------------------- | --------------------------------------------------------------------- | --------------------------------------------------------------------- | --------------------------------------------------------------------- | --------------------------------------------------------------------- | --------------------------------------------------------------------- |
| 30-11-1872                                                            | Glasgow                                                               | Scozia                                                                | 0 – 0                                                                 | Inghilterra                                                           | Amichevole                                                            | 0                                                                     | Prima partita tra nazionali di tutti i tempi                          |
| Totale                                                                |                                                                       | Presenze                                                              | 1                                                                     |                                                                       | Reti                                                                  | 0                                                                     |                                                                       |